# Рогатина

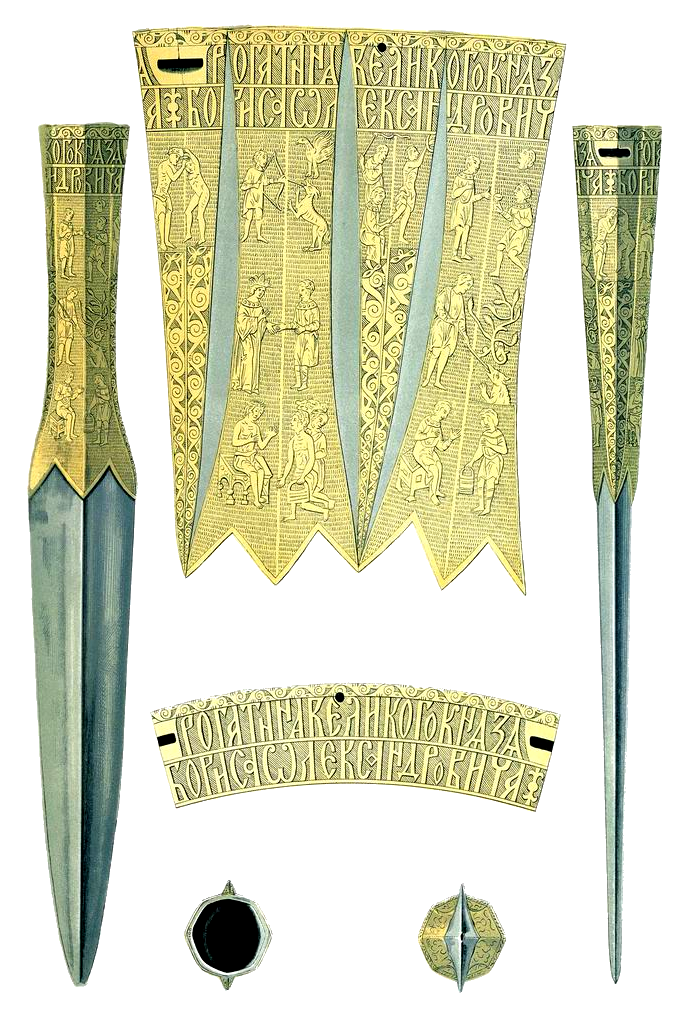
Наконечник рогатини тверського князя Бориса Олександровича, біля 1450

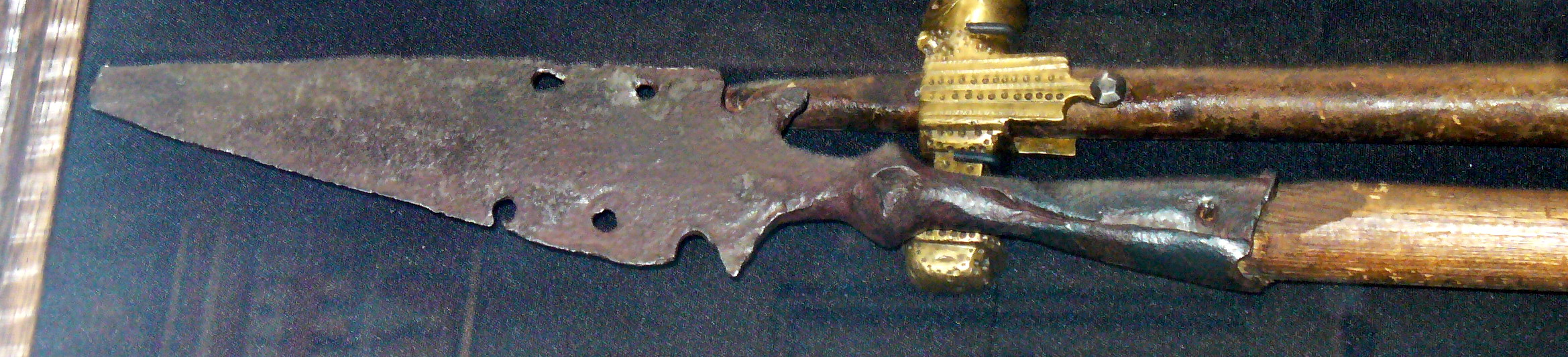
Рогатина XVII століття, Московія

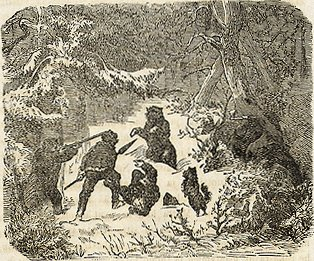
Полювання з рогатиною

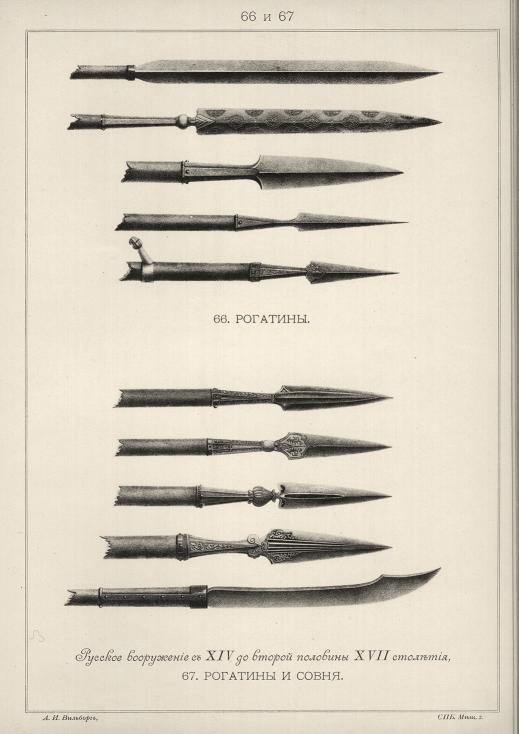
Наконечники рогатин (перші три зверху), списів (у середині) і совні (остання знизу)

Рогати́на — різновид списа з довгим та широким вістрям; ніж, насаджений на довге древко. Використовувалась як бойова (у середньовіччі) та мисливська (аж до XX ст.) зброя. Слово «рогатина» походить від слова «ріг», бо вістря первісних рогатин робилися з рога.
«Рогатина» — також помилкова назва бойового рогача.

## Різновиди рогатин
Мисливська рогатина використовувалась для полювання великих звірів (кабанів, ведмедів). Характерною особливістю мисливських рогатин була поперечина під вістрям яка не давала можливості звіру дістатися мисливця, настромившись на спис. Під час полювання на грубого звіра рогатину використовували таким чином — рогатину виставляли назустріч звіра, який кидався на мисливця, при цьому ратище впиралося в землю заздалегідь або ж одразу після ураження тварини. В спробі дістатися до мисливця звір дедалі глибше настромлювався на вістря рогатини, а поперечина не дозволяла дістати мисливця.
Бойова рогатина використовувалась у XII—XVIII ст. У бою рогатина використовувалася як важкий спис для потужних колючих ударів та допоміжних ріжучих та рублячих. Бойові рогатини на відміну від мисливських не мали поперечини, втім нерідко в бою використовувалися саме мисливські рогатини.